# Kathedrale von Santo Domingo de la Calzada

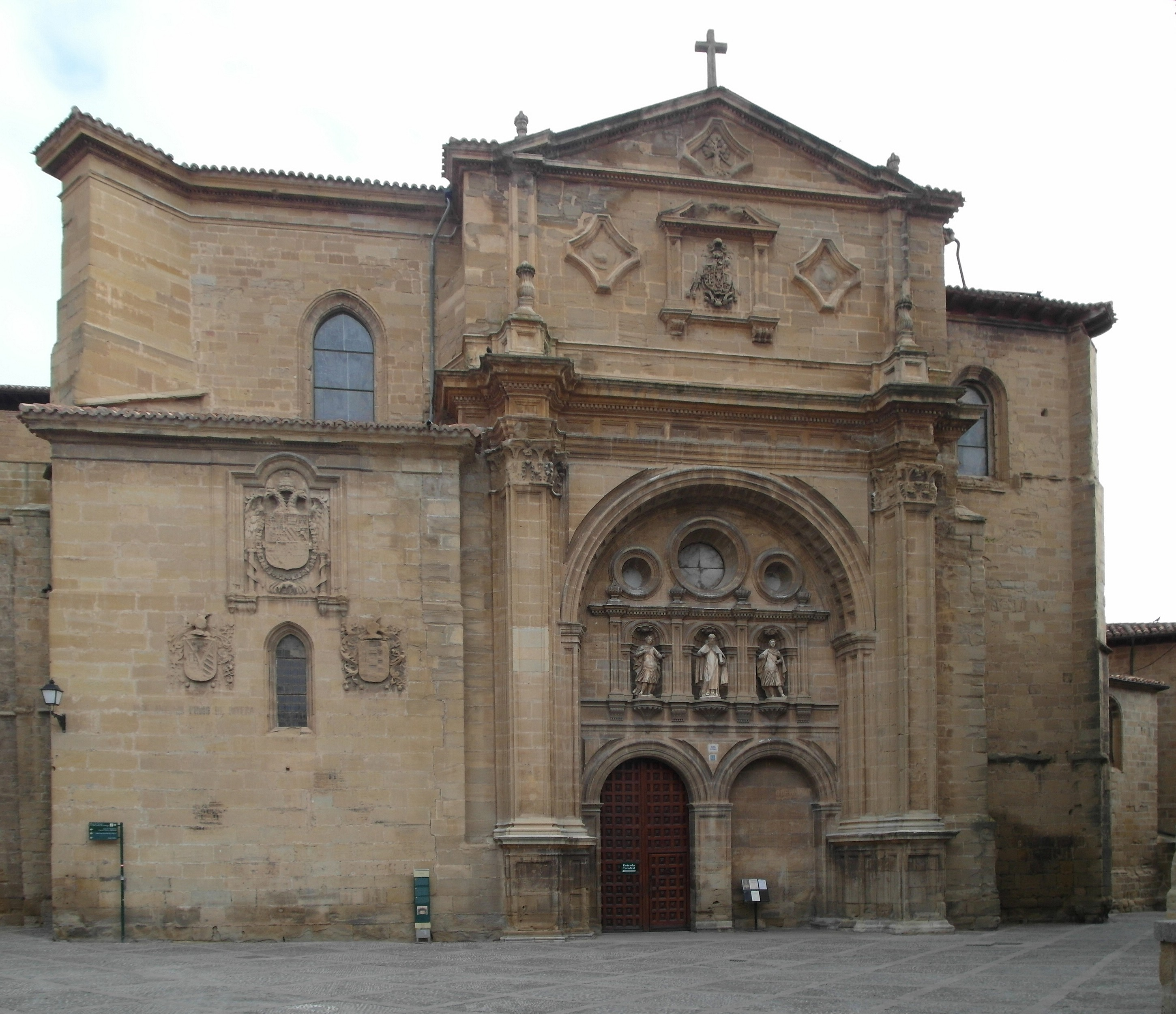
Südfassade – Haupteingang

Die Kathedrale von Santo Domingo de la Calzada ist zusammen mit der Kathedrale Santa María de la Redonda in Logroño und der Kathedrale von Calahorra eine von drei Bischofskirchen der Diözese Calahorra y La Calzada-Logroño.

## Geografische Lage
Die Kathedrale steht in der Stadt Santo Domingo de la Calzada, in der Autonomen Gemeinschaft und Provinz La Rioja in Spanien.

## Geschichte
Eine erste romanische Kirche wurde hier ab 1098 unter König Alfons VI. gebaut und dem Erlöser und 1105 der Jungfrau geweiht. Diese Kirche wurde 1158 Stiftskirche. 1168 wurde ein Neubau begonnen – im Wesentlichen noch romanisch –, der 1235 vollendet war. Insgesamt 34 Steinmetzzeichen wurden an dem Bauwerk identifiziert. Schon zuvor, 1232, wurde der Sitz des Bistums Calahorra-La Calzada (heute: Bistum Calahorra y La Calzada-Logroño) von Calahorra hierher verlegt.
Erst im 16. Jahrhundert wurde das bis dahin außerhalb liegende Grab des Heiligen Domingo von la Calzada in das Kircheninnere einbezogen, indem das südliche Langhaus in diesem Bereich nach außen erweitert wurde. Das Grab wurde gleichzeitig entsprechend architektonisch ausgestaltet.

## Gebäude
Dem Grundriss des Gebäudes liegt ein lateinisches Kreuz zu Grunde. Die Kirche ist dreischiffig mit seitlich vorgelagerten Kapellen. Das Langhaus hat vier Joche. Ein Kreuzgang aus dem 16. Jahrhundert ist der Kirche nördlich vorgelagert.

### Äußeres

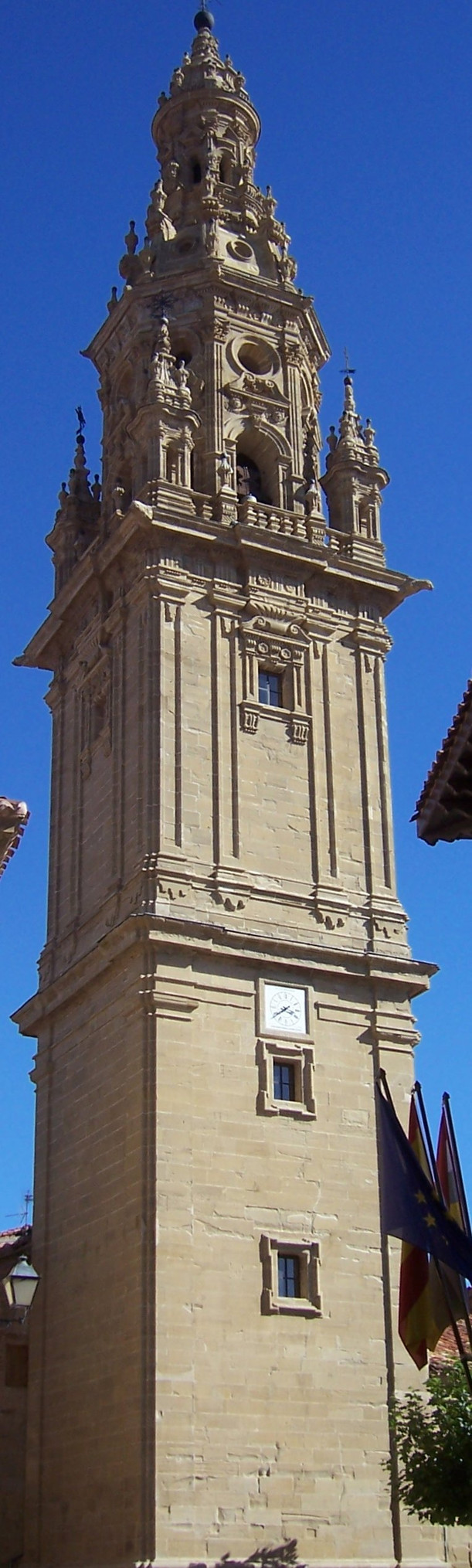
Campanile

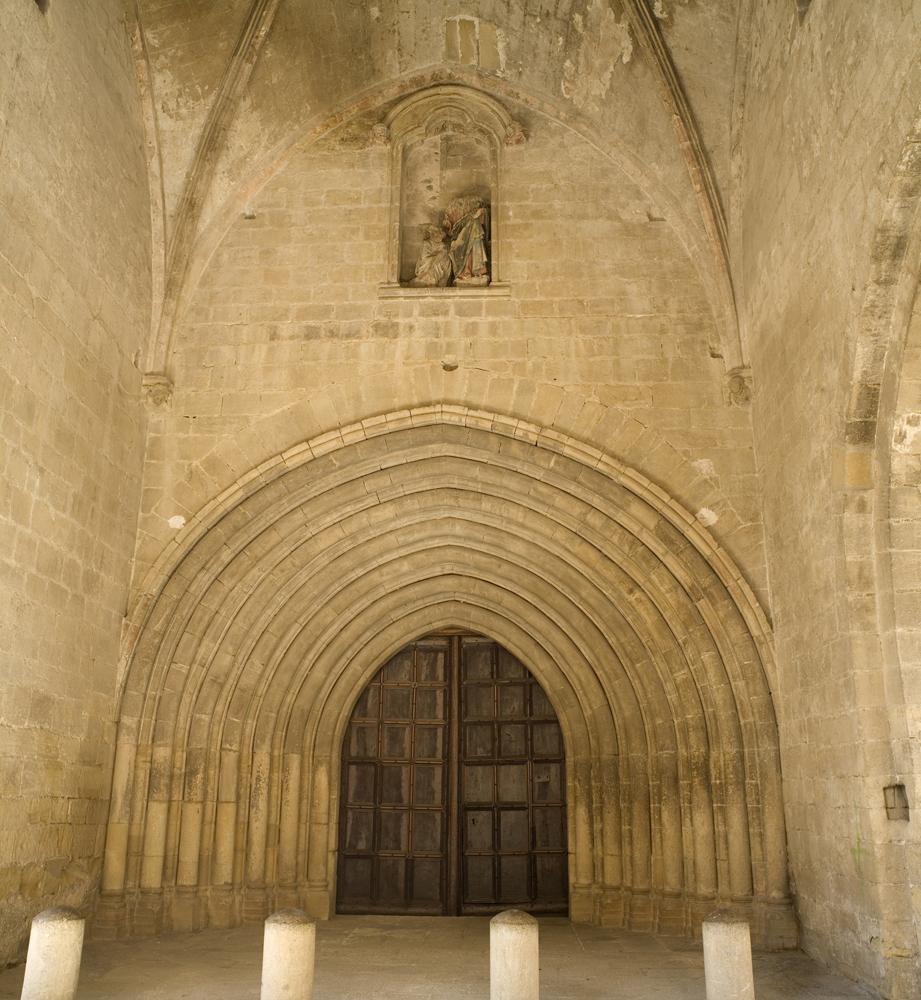
Westportal

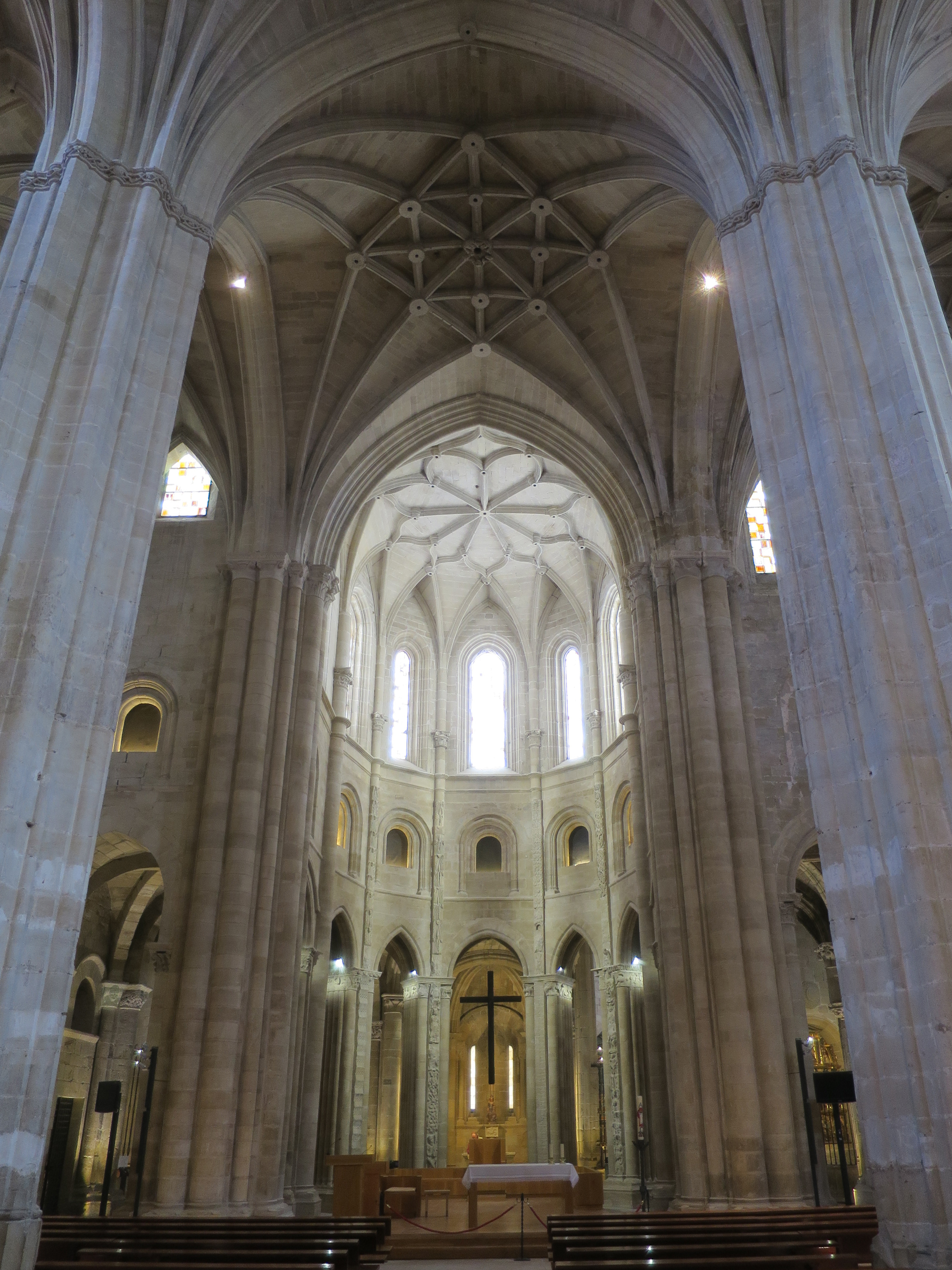
Vierung und Chor

Die Westfassade stammt aus dem Übergang der Romanik in die Gotik, aus dem ausgehenden 13. Jahrhundert. Das noch rundbogige Portal ist siebenfach gestaffelt. Aus späterer Zeit stammt eine Gruppe von zwei Skulpturen, die über der Tür in einer Nische steht. Sie stellt Christus dar, der die Schlüssel an Petrus übergibt.
Zwischen 1761 und 1765 erhielt die Kirche eine neu gestaltete, barocke Südfassade, die sich auf einen kleinen Platz (Plaza del Santo) öffnet: Der Haupteingang wurde hierhin und auf die Höhe des Querschiffs verlegt. Das neue Portal hat zwei Türen, einen großen Rundbogen, den Nischen mit Statuen der Schutzheiligen der Diözese (Heiliger Domingo, Heiliger Celedonio und Heiliger Emeterio) und Okuli schmücken.
Ein erster Turm der Kirche stammte aus dem 12. Jahrhundert. Er wurde zwei Mal, im 15. und im 18. Jahrhundert, durch Neubauten ersetzt. Den ersten Turm zerstörte 1450 ein Brand. Der gotische Ersatz musste wegen statischer Probleme abgerissen werden. Zu dieser Zeit stand allerdings schon der barocke dritte Turm, der in den Jahren 1762 bis 1767 von Martín de Beratúa errichtet wurde. Er steht dem heutigen Haupteingang gegenüber an der Plaza del Santo und ist eines der wenigen Beispiele für einen frei stehenden Kirchturm (Campanile) in Spanien. Mit 70 m Höhe und einer Basis von 9 × 9 m ist er der höchste Turm von La Rioja. Nach der Legende sei unzureichend stabiler Baugrund Ursache für diese bauliche Lösung gewesen. Über einem schmucklosen quadratischen Untergeschoss erhebt sich ein weiteres, stärker gegliedertes Mittelgeschoss mit quadratischem Grundriss. Weiter oben geht der Turm in einen achteckigen Aufbau über und endet in einer runden Laterne.

### Inneres
Als Wallfahrtskirche wurde sie im Innern baulich ähnlich ausgestaltet wie andere große Kirchen am Weg nach Santiago de Compostela. Charakteristisch ist der Umgang im Chor hinter dem Hauptaltar, der den reibungslosen Vorbeizug der Pilger innerhalb der Kathedrale und um den Altar und am Kapellenkranz vorbei ermöglichte. Der Kranz von Kapellen stammt aus dem 15. und 16. Jahrhundert. Ursprünglich sollten drei Apsiden gebaut werden, die durch Zwischengewände getrennt waren. Verwirklicht wurde aber nur der zentrale Chor. Von der romanischen Kirche sind im Chor skulptierte Säulen, Pfeiler und reich geschmückte Kapitelle erhalten. Bemerkenswert sind auch die Buntglasfenster.
Dem westlichen Teil des südlichen Seitenschiffs wurden drei Kapellen angefügt, die Hermosilla-Kapelle, in der der Tisch der Wunder steht, die Kapelle Johannes des Täufers (oder auch: der Heiligen Teresa von Ávila) – beide aus der Zeit der Wende vom 15. zum 16. Jahrhundert – und die Taufkapelle aus dem 17. Jahrhundert.

### Ausstattung
Herausragend ist das Grabmal des Heiligen Domingo de la Calzada (1019–1109), eines Einsiedlers, der als Gründer eines Pilgerhospizes in der gleichnamigen Stadt und einer Brücke über den Fluss Oja gilt. Es handelt sich um ein Baldachingrabmal, das sich über zwei Ebenen, von der Krypta bis in das südliche Seitenschiff erhebt. Es stammt aus der ersten Hälfte des 16. Jahrhunderts (um 1530/40). Es wurde – ebenso wie der Hühnerkäfig – von Felipe Bigarny (Felipe de Borgoña – 1475–1542) geschaffen. Die Tumba und die Liegefigur sind deutlich älter, stammen wohl aus dem 12. Jahrhundert.
Den Renaissance-Hauptaltar schuf Damià Forment. Er steht im Nordquerhaus des Doms. Das Altarbild misst 9 × 13 m. Der Künstler konnte das Werk noch fertigstellen, bevor er 1540 starb. Die überreiche Dekoration wirkt bizarr: Die frommen Szenen werden von Eroten, Satyrn, Nymphen und Tritonen gerahmt.
Seit der Renovierung des Fußbodens der Kathedrale 2009 ist neben dem Altarbild ein interaktiver Touchscreen installiert, der es dem Besucher ermöglicht, jedes Element des Altars in einem hochauflösenden Foto im Detail zu sehen.

### Der Hühnerkäfig
Der um 1460 erbaute spätgotische Hühnerkäfig aus farbigem Stein beherbergt immer einen weißen Hahn und eine weiße Henne. Er steht im südlichen Querschiff, gegenüber dem Grab des Heiligen Domingo de la Calzada. Im Domarchiv befindet sich eine Bulle Papst Clemens’ VI. vom 6. Oktober 1350, die bezeugt, dass es schon damals einen Hühnerkäfig in der Kirche gab: Ein Ablass wird unter anderem denjenigen gewährt, die sich „den Hahn und die Henne in der Kirche anschauen“. Grundlage des ungewöhnlichen Brauchs ist die Legende des Hühnerwunders.

### Denkmalschutz
Die Kathedrale ist seit dem 4. Juni 1931 Kulturdenkmal (Bien de Interés Cultural) nach spanischem Denkmalrecht und unter der Nummer (R.I.) – 51 – 0000702 – 00000 im Verzeichnis der Baudenkmäler eingetragen.

## Pilgerstätte
Die Kathedrale von Santo Domingo de la Calzada war und ist eine bedeutende Wallfahrtskirche am Camino Francés des Jakobswegs nach Santiago de Compostela.

## Ausstellung
In der Kirche findet seit 2009 jährlich zur Weihnachtszeit eine große Krippenausstellung auf 100–160 Quadratmetern statt. Vertreten sind wechselnde Typen von der neapolitanischen Krippe des 17. Jahrhunderts bis zur Darstellung des gesamten Lebens Jesu oder anderen biblischen Szenen mit Hunderten von Playmobilfiguren.